# Rhaphuma limaticollis
Rhaphuma limaticollis là một loài bọ cánh cứng trong họ Cerambycidae.